# Henning von Philipsborn
Henning von Philipsborn (* 11. März 1934 in Freiberg) ist ein deutscher Physiker und Mineraloge, der sich insbesondere mit Radioaktivität in der Umwelt, ihrer Messung sowie der Vermittlung des Wissens darüber beschäftigt. Er ist Professor an der Universität Regensburg.

## Leben
Henning von Philipsborn ist der jüngste von drei Söhnen des Mineralogen Hellmut von Philipsborn, dessen Arbeit er bereits als Kind unterstützte. Der Chemiker Wolfgang von Philipsborn war sein Cousin. Henning von Philipsborn ging in Freiberg, Clausthal, Weißenburg, Bonn sowie als Stipendiat des American Field Service in Mobile, Alabama, zur Schule. Von 1953 bis 1959 studierte er Chemie, Physik, Geowissenschaften und Mineralogie an der Universität Bonn, der Sorbonne Paris, der Universität Zürich und der ETH Zürich. 1964 promovierte er bei Fritz Laves in Kristallographie mit einer Arbeit über A15-Phasen und bereiste anschließend verschiedene Teile Afrikas und Asiens, was er auch für mineralogische Feldstudien nutzte. Bis 1971 arbeitete er bei den Bell Telephone Laboratories und der Radio Corporation of America in den USA und in Zürich und nahm anschließend eine Professur in Kristallographie und Physik an der Universität Regensburg an, wo er insbesondere an Werkstoffen für die Mikroelektronik forschte und mit Forschungslaboren von Siemens zusammenarbeitete.
Während er bereits davor in der Mineralogie an natürlicher Radioaktivität interessiert war und seit 1982 Vorlesungen zu diesem Thema hielt, begann er nach dem Unfall von Tschernobyl im Jahr 1986 ein zweites Arbeitsgebiet in der Messung von Radioaktivität in der Umwelt und der Information der Öffentlichkeit darüber. Zu diesem Zweck organisierte er von 1986 bis 2019 im Schloss Theuern bei Amberg zweimal im Jahr siebzig sogenannte Radiometrische Seminare, die seit 2024 von der Technischen Hochschule Mittelhessen in Gießen weitergeführt werden. Um der Öffentlichkeit und vor allem Schülern das Vorkommen natürlicher Radioaktivität nahezubringen, entwickelte er 1998 unter der Bezeichnung Philion-Experimentier-Set eine einfache Zusammenstellung von Proben und Messgeräten. Ein Schwerpunkt seiner Arbeit war auch die fachliche Beratung der Radonheilbäder in Bad Schlema und Sibyllenbad. Für das bayerische Umweltministerium schrieb er zusammen mit dem Physiklehrer Rudolf Geipel das über 200-seitige Informationswerk Radioaktivität und Strahlungsmessung, das 1992 erstmals erschien.